# Списък с епизоди на Jonas L.A.
Това е списък с епизоди на сериала Jonas L.a

## Сезон 1
| Епизод | Оригинално заглавие                         | Българско заглавие              | Събитие |
| ------ | ------------------------------------------- | ------------------------------- | --- |
| 1      | Wrong Song                                  | Грешна Песен                    | Кевин и Джо са притеснени заради поредното увлечение на по-малкия им брат Ник. Когато той пише песен за въпросното момиче, става ясно, че за пореден път се влюбва много бързо. Докато по-големите братя на Ник правят всичко възможно да му помогнат, Стела кара Мейси да ѝ помогне в изпробването на новата, създадена от нея модна линия „Стелкро“. |
| 2      | Groovy Movies                               | Рутинни филми                   | Майката на тримата братя има рожден ден и те отчаяно се нуждаят от страхотен подарък за нея. След като гледат стари видео-записи, решават да ги прехвърлят на DVD. Опитвайки се да направят торта, случайно заливат с горещо тесто касетите и ги унищожават напълно. Щом виждат колко е разстроена майка им, момчетата решават да възпроизведат спомените от детството си и да ги запишат наново за празника ѝ.                                                   |
| 3      | Pizza Girl                                  | Момичето с пицата               | Братята Джонас се влюбват в едно и също момиче – Мария. Тя е разносвачка на пица и тримата харчат стотици долари за пица, само за да я виждат. Те пристъпват „Джонасовия закон“ и се опитват да я свалят. Но щом разбира какво става, момичето се плаши и си тръгва. По-късно Стела ги кара да се закълнат, че няма да се карат за момичета, които дори не познават.                                                                                              |
| 4      | Keeping It Real                             | Запази го реално                | На Санди, майката на братята, ѝ писва от начина им на живот като звезди и ги кара да се държат като обикновени момчета. Докато занасят дрехи за втора употреба, Джонас са обградени от стотици полудели фенове и са затворени в магазина на Мейси. Родителите им ги измъкват и се примиряват, че децата им не са обикновени момчета. |
| 5      | Band's Best Friend                          | Най-добрият приятел на бандата  | Стар приятел на Джо идва на гости и се вълнува от факта, че момчетата са световноизвестни. Докато те се опитват да водят спкоен живот, той настоява да правят щуротии и да се държат като „рокзвезди“. Момчетата са принудени да му покажат какво е истинкото значение на думата „звезда“. |
| 6      | Chasing the Dream                           | Преследвай съня                 | Кевин е неспособен да признае на Стела, че пуловерът ѝ е ужасен и става ясно, че момчето не може да казва неща, които биха обидили някого. След като кани Мейси да бъде беквокал на Джонас, Кевин разбира каква грешка е допуснал. Братята решават да оставят Мейси да пее и после да изтрият гласа ѝ от записа, но нещата се объркват, Мейси разбира и е много огорчена. Кевин трябва да преодолее страха си да казва неприятната истина и се извинява на Мейси. |
| 7      | Fashion Victim                              | Модно престъпление              | Стела иска да излезе на среща с Джо, но той все няма възможност. Мейси излиза с капитана на футболния отбор Ван Дайк, но иска от него да изглежда и да се облича като Ник. В пристъп на ревност Джо съсипва дрехите си за срещата с министър-председателя, а Стела го облича смешно |
| 8      | That Ding You Do                            | Това Динг Което направи         | Джо харесва Анджелина, но тя се страхува да излиза със звезди. Той се записва в училищния оркестър, където тя свири на виолончело. Ник и Кевин също се записват в оркестъра, за да помогнат на брат си в ухажването. Изнасят невероятен концерт и Анджелина обръща внимание на Джо. |
| 9      | Complete Repeat                             | Пълно повторение                | Ник трябва да напише нова песен, но главата му е празна. Унесен, чува припева от рекламата на Крънчи кетс. Като се събужда казва, че е сънувал песента, но я е забравил. За да я сънува отново, той трябва да повтори много лошия ден, който е имал. Прави го и разбира, че се е объркал, но написва друга песен и всички са доволни. |
| 10     | Love Sick                                   | Болен от любов                  | Братята трябва да пеят на живо пред „Прекрасно утро, Америка“. Джо след като отказва няколко срещи на Стела, решава да излезе с нея точно, когато се разболява и гласът му спада. За предаването гласът му спада, но той участва, защото Стела го намира за „секси“ с този глас. |
| 11     | The Three Musketeers                        | Тримата Джонастари              | Братята Джонас решават да се явят на прослушване за тримата мускетари. Г-жа Снарт ги избира веднага заради известността им. Джо обаче напуска, защото мисли, че няма да се справи, а ролята му поема Ван Дайк. Накрая Джо се включва внезапно и мечтата на братята да играят тримата мускетари е осъществена. |
| 12     | Frantic Romantic                            | Фантастично романтично          | Джо е любимец на момичетата. Фиона Скай се снима с него и излиза в медиите на снимките като негово гадже. Много усилия са необходими, за да се опровергае тази нелепа измислица. |
| 13     | Detention                                   | Наказание                       | Джо иска да няма към него специално отношение в училище. Копнее да бъде наказан, но все не успява, защото г-жа Снарт обожава всички негови палави прояви. |
| 14     | Karaoke Surprise                            | Караоке изненада                | Джонас имат годишнина от първата си среща със Стела и подготвят парти караоке за 15-ата им годишнина. Мейси се включва, но Стела си мисли друго и ревнува Джо от нея. Накрая Стела разбира, че всичко е свързано с „приятелщината им“. |
| 15     | Home Not Alone                              | Не сам вкъщи                    | Родителите на Джонас са уморени и момчетата им подаряват почивка. В отсъствието на братята правят какви ли не забранени неща – веселят се правят купони вкъщи. |
| 16     | Forgetting Stella's Birthday                | Забравеният рожден ден на Стела | Стела има рожден ден и очаква изненада от Джонас, но те са забравили специалния ѝ ден и имат интервю с Келър. Огорчена Стела си тръгва, но на следващия ден приема извиненията им и е поласкана, че на интервюто и тримата са говорили само за нея – че е страхотна приятелка. |
| 17     | Приказка за обитаваната къща на пожарникаря |                                 | Кевин и Стела се забавляват, но са уплашени от духа на пожарникаря Смит, който обитава къщата на Джонас. |
| 18     | Double Date                                 | Двойна среща                    | Стела има среща с Ван Дайк, но Джо не иска тя да се среща с него и ще се озове на срещата им с Мейси. Най-накрая Джо и Стела ще успеят да се изяснят и да открият чувствата си един към друг. Целувка ще сложи ново начало на тяхното приятелство. |
| 19     | Cold Shoulder                               | Студен приятел                  | Кевин е радостен, че пристига приятелката му от скандинавските страни Аня, която е много силна. Спомените му от пребиваването му там са много хубави и той се радва на гостуването ѝ, докато Стела не я превръща в скучна и безлична американка. |
| 20     | Beauty and the Beat                         | Красавицата и тактът            | Братята Джонас са жури на конкурс за мис най-прекрасна тийнейджърка. Стела решава също да участва, но накрая се проваля. |
| 21     | Exam Jam                                    | Изпит за концерта               | Джонас се подготвя за турне и епизодът е изпълнен с техни изпълнения. Ник е скъсан по мателатика и за малко турнето да бъде отложено. Но му се дава втори шанс, изкарва изпита и всички са доволни и щастливи. |

## Сезон 2
| Епизод | Оригинално заглавие   | Българско заглавие        | Събитие |
| ------ | --------------------- | ------------------------- | --- |
| 22     | House Party           | Партито                   | Момчетата пристигат в Ел Ей и подготвят парти за добре дошли. Стела и Мейси идват в Лос Анджелис. Джо планира да попита Стела да са гаджета, но тя не иска. Епизодът приключва като всички заедно разглеждат Ел Ей. В този епизод се появява Ванеса Пейдж – нова приятелка на Джо, която е актриса |
| 23     | Back to the Beach     | Обратно към плажа         | Джо може да получи първата си роля във филм. Ник и Мейси отиват заедно с DZ на плажа. Прочут сърфист ухажва Мейси и я кани да работи за неговия уеб екип. Ник се дразни от това и я спира, но не признава чувствата си.                                                                            |
| 24     | Date Expectations     | Очаквания за срещи        | Стела се среща с момче на име Бен. Тя иска да каже на Джо, но се отказва когато разбира, че той ще гледа кучето на Ванеса, но накрая Джо разбира. Ник и Кевин се састезават на пинк пон. |
| 25     | And... Action         | И Екшън                   | Джо не може да се концентрира във филма защото го е страх от Мона, но накрая успява. А Ник и Мейси признават чувствата си един към друг. |
| 26     | America's Sweethearts | Сладките сърца на Америка | Мона казва на Джо и Ванеса, че трябва да се целунат по муцката [устата], но те не се целуват понеже Стела ревнува. Накрая Джо и Ванеса отиват на среща. Кевин прави всичко за да разбере тайната на режисьорите и накрая разбира как да стане режисьорите и прави клип.                            |
| 27     | The Secret            | Тайната                   | Ник не иска да каже на никого за връзката си с Мейси, а на нея и е гадно. Накрая всичко се разкрива, защого Ник пее на Мейси пред всички. |
| 28     | A Wasabi Story        |                           | Ник, Кевин и Мейси отиват на голф. А Джо, Стела, Бен и Ванеса вечерят заедно. Бен разбира, че Джо и Стела са били заедно и скъсва със Стела, а след това и Ванеса разбира, но тя не къса с Джо. |
| 29     | Up in the Air         | Във въздуха               | Стела става стилист на Мона и се скарва с Ванеса. Накрая Джо и Ванеса скъсват. Ник и Мейси празнуват едномесечие. |
| 30     | Direct to Video       | Директно към клипа        | Идват братът и бащата на момчетата и ги кара пак да се занимават с музика. Франки прави жестове на Мейси, но тя му казва че излиза с Ник и той я оставя. Стела е болна. |
| 31     | The Flirt Locker      | Флиртуващото шкафче       | Ник полУчава предложение от Мантра. А Джо ще се среща с Джесика за филма и се оказва, че Джесика е влюбена в него. Накрая Джесика се разкарва от Джо и се лепва за друго момче. Мантра иска да работи с Ник, без другите                                                                           |
| 32     | Boat Trip             | Лодката                   | Джо и Стела са скарани, а Мейси и Ник искат да ги сдобрят. Накрая Джо предлага на Стела да са гаджета. |
| 33     | On the Radio          | При радито                | Стела приема и те стават гаджета, но Мона предлага на Джо да снимат в Нова Зеландя, но когато Стела разбира, всичко се проваля. Тя иска да замине в Ню Джърси. |
| 34     | Band of Brothers      | Банда от братя            | Джо спира Стела като и казва, че я обича и двамата се целуват. А Ник и Мейси се чудят какво да правят без Джо и Кевин. Мейси решава да разсее феновете. Накрая момчетата се качват на сцената. Накрая се разбира, че Джонас за заедно и всичко свършваа добре.                                     |